# Love etc.
«Love etc.» es una canción del dúo de synthpop británico Pet Shop Boys incluido en su décimo álbum de estudio Yes. Fue lanzado como primer sencillo de este álbum el 16 de marzo de 2009. También estuvo disponible en los EE. UU. y en las tiendas iTunes de Canadá a partir del 24 de marzo de 2009. Es el primer sencillo del dúo lanzado en los Estados Unidos, si bien como descarga digital, desde el lanzamiento de la canción «Break 4 Love» en 2001.

## Antecedentes
La canción se basa en una pista instrumental perteneciente al equipo de productores Xenomania que ya había realizado antes con los Pet Shop Boys en el estudio. La pista fue pensado originalmente para otro proyecto de Xenomenia, pero la pista resultó del agrado del dúo. Fue coescrita por Pet Shop Boys junto a Xenomania, que a su vez, produjeron la canción. Pet Shop Boys describe «Love etc.» como "un himno post-estilo de vida que no suena a nada que hayamos hecho antes". La canción tuvo un gran éxito, especialmente en los Estados Unidos, donde la canción obtuvo el noveno número uno del dúo en el Hot Dance Club Songs, superando el récord de Depeche Mode, de un dúo o grupo que logra introducir la mayoría de sus grandes éxitos en el Billboard Dance Chart.

## Video musical
El video musical fue dirigido por el artista holandés Han Hoogerbrugge. Es un animación basada en los videojuegos Sonic the Hedgehog y Pac Man. Mientras que el arte de tapa del sencillo, fue creado por Mark Farrow.

## Lista de canciones
- Estados Unidos – iTunes EP[4]

1. "Love etc." – 3:32
2. "We're All Criminals Now" – 3:55
3. "Gin and Jag" – 4:28

- Reino Unido /  Alemania – CD single – The Remixes

1. "Love etc." (Álbum Versión) – 3:32
2. "Love etc." (Pet Shop Boys Mix) – 6:17
3. "Love etc." (Gui Boratto Remix) – 8:03
4. "Love etc." (Kurd Maverick Remix) – 5:55
5. "Love etc." (Frankmusik Star & Garter Dub) – 3:21
6. "Love etc." (Kurd Maverick Dub) – 5:54

## Posicionamiento en listas
| Listas (2009)                                   | Mejor posición |
| ----------------------------------------------- | -------------- |
| Alemania (Media Control Charts)                 | 12             |
| Austria (Ö3 Austria Top 40)                     | 21             |
| Bélgica (Ultratip) (Flandes)                    | 18             |
| Bélgica (Ultratop) (Valonia)                    | 24             |
| Estados Unidos (Bubbling Under Hot 100 Singles) | 21             |
| Estados Unidos (Hot Singles Sales)              | 2              |
| Estados Unidos (Hot Dance Club Songs            | 1              |
| Unión Europea (Hot 100 Singles)                 | 25             |
| Hungría (Mahasz)                                | 6              |
| Irlanda (Irish Singles Chart)                   | 31             |
| Japón (Hot 100)                                 | 15             |
| Países Bajos (Dutch Top 40)                     | 76             |
| Reino Unido (UK Singles Chart)                  | 14             |
| Suecia (Sverigetopplistan)                      | 60             |
| Suiza (Swiss Singles Chart)                     | 19             |

| Listas (2009)                         | Posición |
| ------------------------------------- | -------- |
| Alemania (German Singles Chart)       | 78       |
| Hungría (Hungarian Airplay Chart)     | 121      |
| Estados Unidos (Hot Dance Club Songs) | 8        |